# Свиня дика
Свиня дика, або кабан дикий, дик, вепр (Sus scrofa) — один з 10 видів роду свиня (Sus) родини свиневих (Suidae) ряду Парнокопитих (Cerviformes). Є предком більшості (але не всіх) стародавніх і сучасних порід свиней, і є підстави вважати, що відбувалося незалежне одомашнення в різних частинах ареалу, в тому числі у Південно-Східній Азії, на Далекому Сході і в Малій Азії.

## Поширення

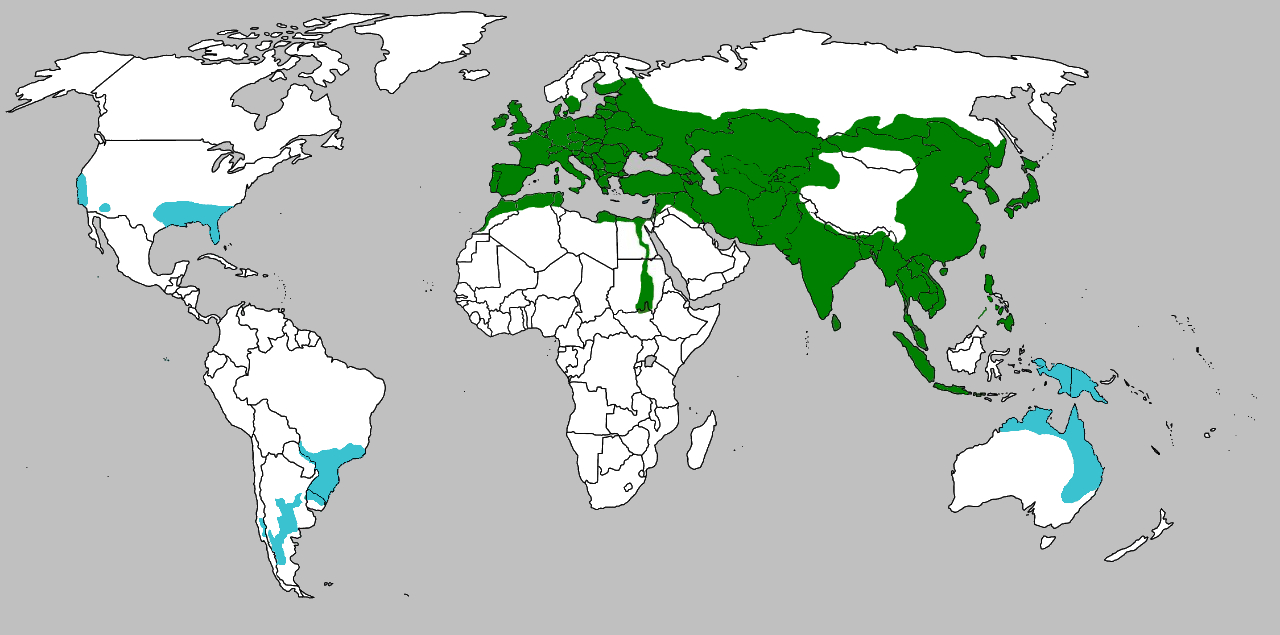
Мапа первісного поширення (зелений) і подальшого розширення місць проживання (синій) вепра

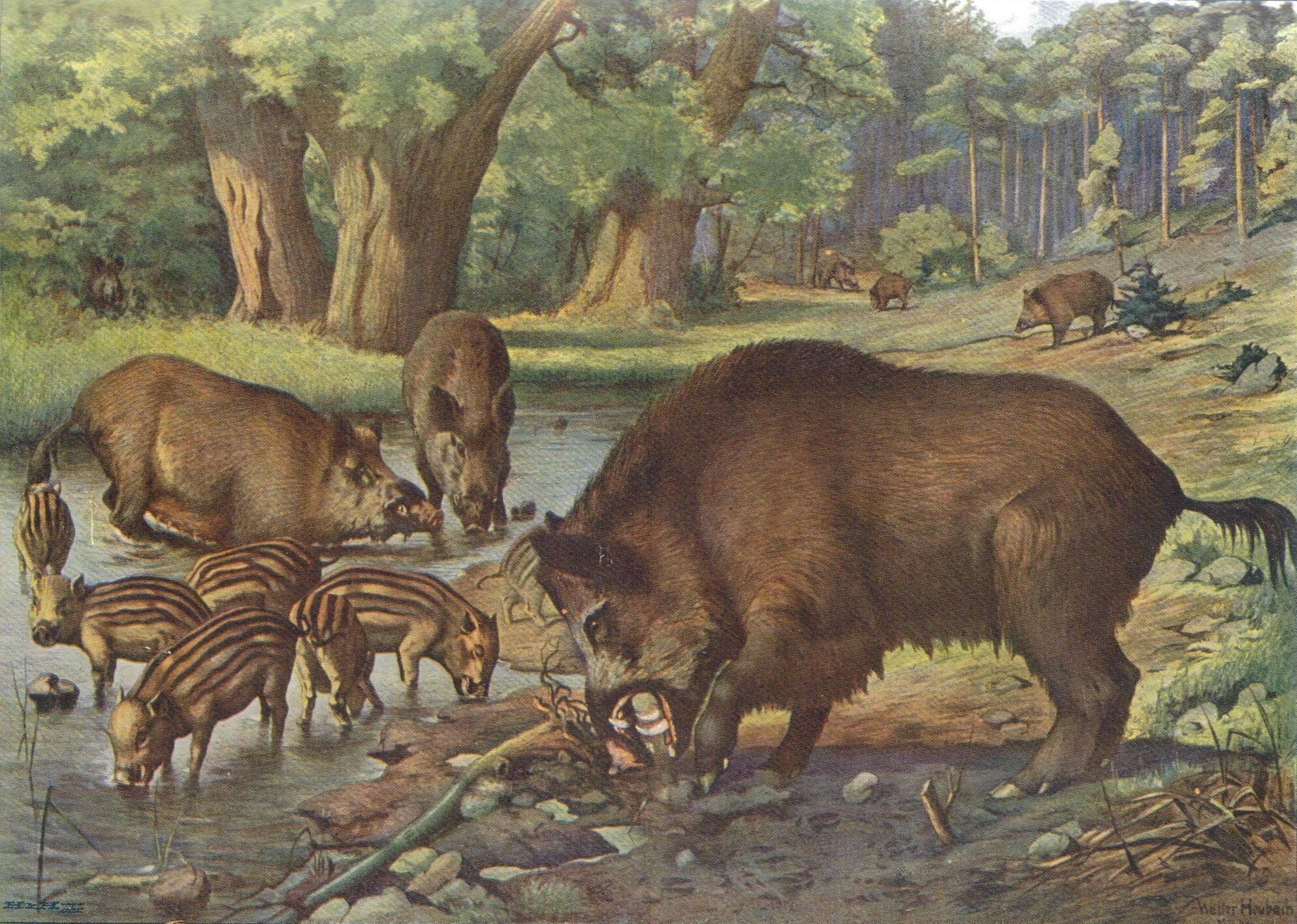

Свиня дика має один з найширших ареалів серед наземних ссавців, і такий широкий сучасний ареал сформувався завдяки розселенню виду за сприяння людини (Homo sapiens). Цей вид зараз трапляється у геть дикій або здичавілій формі на всіх континентах, за винятком Антарктиди і на багатьох океанічних островах. Свиня дика була основним об'єктом полювання для мисливців із найдавніших часів і тому полювання та зміни в землекористуванні привели до фрагментації ареалу та знищення виду на Британських островах, у Скандинавії, частині Північної Африки, а також порівняно великій частині ареалу на території колишнього Радянського Союзу і в північній Японії. Свиня дика населяє області проживання від степів до широколистяних лісів, від Західної Європи до Далекого Сходу, прямуючи на південь до Північної Африки, Середземномор'я, Близького Сходу, Індії, Китаю, Японії (у тому числі острови Рюкю), Тайваню і Великих Зондських островів Південно-Східної Азії. Розширений за допомогою людини ареал охоплює середовища проживання від напівпустель до тропічних дощових лісів, включаючи очеретяні джунглі, мангрові ліси, сільськогосподарські угіддя. Діапазон поширення за висотною поясністю в Європі: від рівня моря до 2400 м у Піренеях.
В Україні вид поширений у Карпатах (до висоти 1 800 м), у лісовій і лісостеповій смугах.

## Опис
Тіло кремезне, довжиною до 2 м, висота в холці до 1,1 м, вага до 450 кг, самці більші за самиць. Тіло вкрите жорсткою щетиною і зазвичай дещо тоншим хутром, але часто хутро дуже мізерне, лише хвіст злегка вкритий короткими волосками. Забарвлення від темно-сірого до чорного або коричневого. Багато особин мають бакенбарди і гриву на потилиці. Молодь смугаста. Особливості будови дикої свині порівняно з домашньою, — це велика голова з витягнутою довгою мордою та розвиненими іклами у дорослих самців, а також відносно короткий, стислий з боків тулуб на міцних високих ногах. Висота в холці значно перевищує висоту в крижці. В загальному плані передня частина корпусу у кабана більш потужно розвинена порівняно з задньою.
У великих диких кабанів довжина голови може досягати 60 см. Обхват грудей у дорослих кабанів зазвичай близько 145 см. Довжина хвоста близько 24-25 см (максимум 32 см), але, на відміну від домашньої свині, хвіст не закручується в спіраль, а залишається прямим. Коли кабан біжить, хвіст піднімається вертикально. На морді відсутні бородавчасті вирости шкіри.
У вигляді поперечного овала на кінці морди присутній «п'ятак» з випуклими верхніми та зовнішніми краями. Верхня частина поверхні п'ятака волога та гола, а нижня засіяна досить рідкими та короткими волосками. Краї п'ятака трохи виділяються за рівень суміжних ділянок покритих волоссям шкіри морди. Вуха у кабанів стоячі з загостренням на кінці.

## Особливості біології
Дика свиня — переважно нічна і загалом всеїдна тварина. Переважну частину раціону цієї тварини становлять фрукти, насіння, коріння і бульби.
І в диких, і в здичавілих представників виду основною соціальною одиницею є самиця і її виводок. Після того, як памолодь перестає годуватися молоком, дві або більше сім'ї можуть зібратися разом. Зазвичай групи складаються з 6—20 особин, хоча великі стада до близько 100 особин були також помічені. Цей зв'язок залишається стабільним до початку наступного сезону парування, коли раніше поодинокі дорослі самці вступають до боротьби за самиць. Самці зазвичай виборюють контроль над 1–3 самицями, але іноді це число може сягати 8. Після сезону спарювання самці йдуть геть. Самиця зазвичай народжує від 4 до 8 поросят, хоча відомі випадки народження до 13 поросят.
Свиня дика — один з найвідоміших мисливських звірів, цінний задля м'яса, шкіри, щетини та ікол.

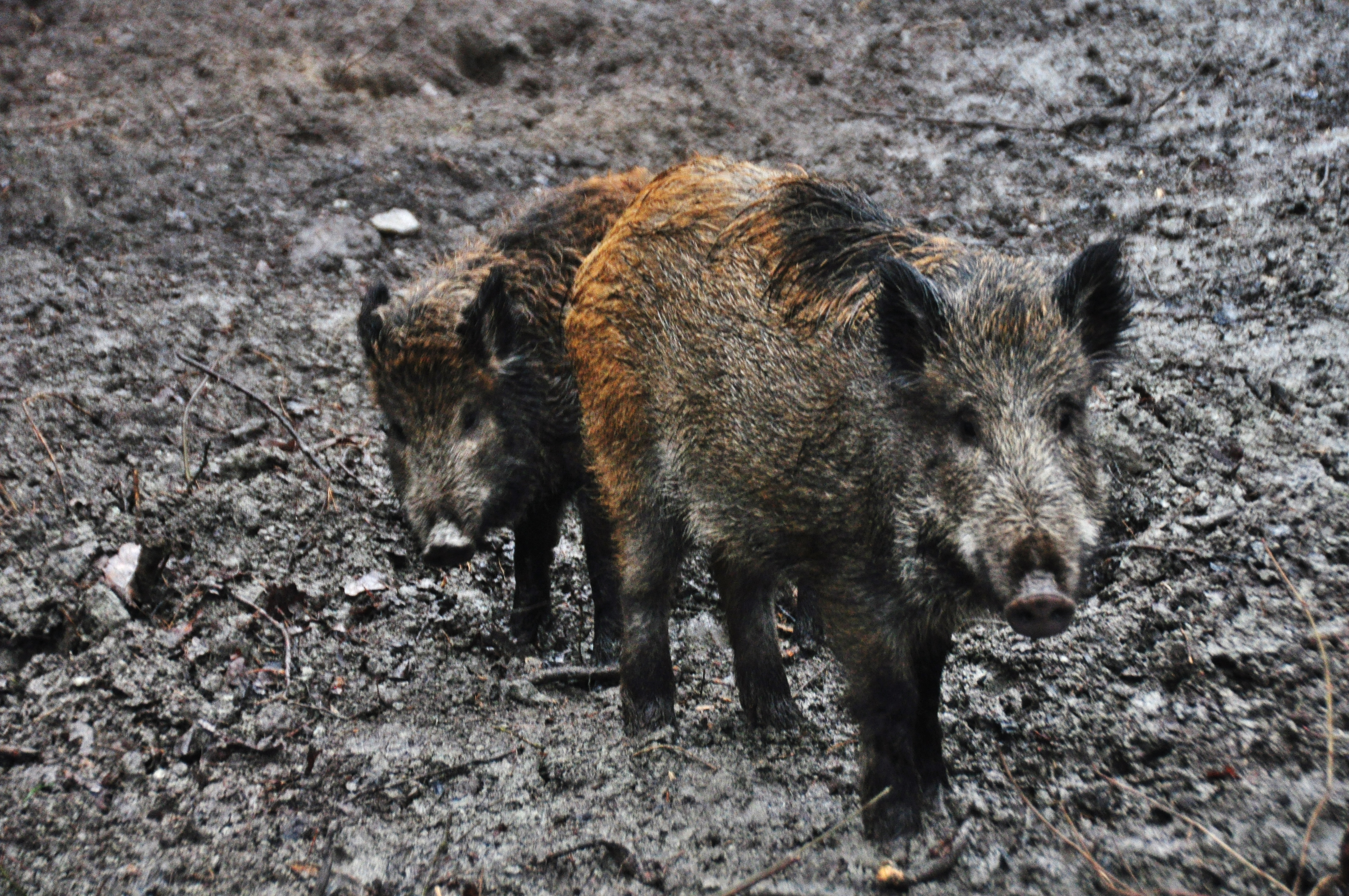
Молоді особини свині дикої (Sus scrofa) у мисливському господарстві коло Добротвора, Кам'янка-Бузького району Львівської області

## Назви
Для цього виду створено величезну кількість власних назв (перелічено за абеткою):
- Боров — раніше для диких форм (порівняйте: Борея, бореальний, бір)
- Вепр — дикий кабан[2]; слово праслов'янського, а далі — індоєвропейського походження[3].
- Дик — будь-яка особина дикої форми (в літописах і в Польщі — актуальна назва виду; як назва дикої форми свині наведена у словнику Б. Грінченка [Архівовано 21 лютого 2014 у Wayback Machine.]).
- Кабан — самець свині (варіації за Грінченком: «кабан, … кабанець, кабанча, кабанчик, кабанюга» [Архівовано 7 серпня 2013 у Wayback Machine.])
- Кнур — некастрований свійський кабан
- Порося — для молодих особин свійських і диких форм
- Свиня — найчастіше для самиць свійської форми (див. Свиня свійська)
- Хряк — те саме, що і «кнур»

Інші назви для «свині», за національною словниковою базою «Словники України» (версія 1.4): «Льо́ха, свиню́ка [свиня́ка] — розмовне, безро́га — жартівливе, ро́ха — розмовне, чечу́га — діалектне, ри́нда — діалектне; свинома́тка (свиня, що дає приплід); па́ця».
Слово свиня очевидно індоєвропейського походження від звуконаслідувального кореня su.

## Місце в культурі

### Кабан як тотем
У Середньовіччі кабан був родовим знаком цілої низки європейських народів, зокрема помітне значення мав культ вепра у давніх кельтів. Також він зустрічається на червоних стягах полабів і лужичів — слов'янських племен.

### Скіфське мистецтво

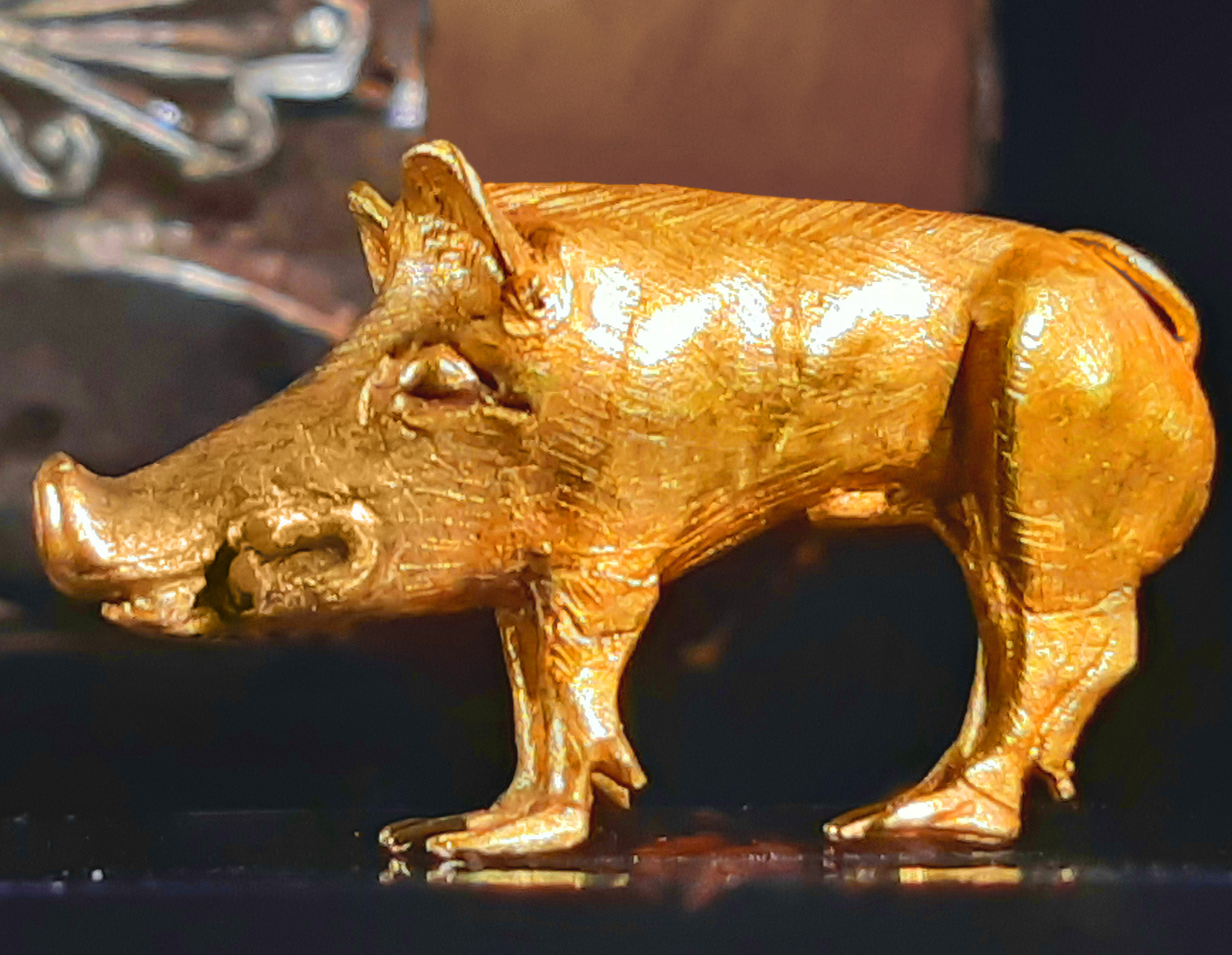
Золота ручка чаші у вигляді фігурки вепра, IV ст. до н. е., курган Хомина Могила, Скарбниця Національного музею історії України

В 1970 році при археологічних розкопках кургану Хомина Могила, поблизу с. Гірницьке, Дніпропетровської області знайдена золота скульптурка дикого кабана, яка належала представнику скіфської знаті і вірогідно слугувала ручкою до чаші. Знахідку датують IV ст. до н.е. (є датування IV-III ст. до н.е.). Розмір скульптурки — 2,8х5,0 см, вага — 20,58 грам. Скульптурка зроблена з високопробного золота лимонного відтинку. Зображення дикого кабана скіфами у своїх витворах мистецтва, пов’язано з міфологією та є зображенням грізного бога.

### Нумізматика
|                                      |  |  |
| Пам'ятна монета НБУ присвячена Вепру |  |  |

|                        |  |  |
| Скіфське золото. Кабан |  |  |

Національний банк України випустив обіг наступні монети присвячені дикому кабану:
- «Вепр» — пам'ятна монета номіналом 5 гривень зі срібла 925 проби, ведено в обіг 27 лютого 2018 року.
- «Скіфське золото. Кабан» — золота пам'ятна монета номіналом 2 гривні із золота 999,9 проби. Монету було введено в обіг 24 грудня 2009 року.

## Хвороби
Однією з небезпечних хвороб для диких свиней є африканська чума свиней. У 2015 році в Україні випадки захворювання диких свиней на цю хворобу були зафіксовані в низці областей: Київській Рівненській, Житомирській та Полтавській. З метою боротьби із хворобою здійснюється відстріл тварин.

## Відео
Дикий кабан / Wild boar / Sus scrofa [Архівовано 16 травня 2019 у Wayback Machine.]